# Administrationssystem
Ein Administrationssystem ist eine Anwendungssoftware, die zur Verwaltung und Verarbeitung von Massendaten eingesetzt wird. Ziel ist die rationelle Erledigung von Routineaufgaben, z. B. in der Finanzbuchführung, der Lagerbestandsführung und der Lohn- und Gehaltsabrechnung.

## Einordnung in die Systematik der Anwendungssysteme
Administrationssysteme gehören zusammen mit Dispositionssystemen in die wirtschaftsinformatische Kategorie der Operativen Systeme und dienen der Rationalisierung und Effizienz von durch die Informatik gestützten Prozessen. Auch schonen sie (knappe) Ressourcen in einer organisatorischen Umgebung.

## Automatisierungszielsetzung
Sie dienen der Automatisierung von festgelegten und wiederkehrenden Arbeitsabläufen, bei denen es keine Entscheidungsspielräume gibt. Damit sollen die Mitarbeiter von Routineaufgaben entlastet werden. Es werden vergangenheits- oder gegenwartsbezogene Daten verarbeitet. Prognosen für die Zukunft sind daher keine Aufgabe von Administrationssystemen.